# Teatro comunale (Cervia)
Il Teatro comunale "Walter Chiari" (precedentemente Teatro comunale) è un teatro situato a Cervia, in provincia di Ravenna.
L'intitolazione a Walter Chiari  è stata ufficializzata con una cerimonia il 20 ottobre 2018 alla presenza del figlio Simone Annichiarico

## Storia
Le prime testimonianze di uno spazio destinato alle rappresentazioni teatrali a Cervia risalgono ai primi anni del Settecento quando viene ricordato un piccolo "teatro Comunitativo per la gioventù," sistemato nel locale un tempo occupato dalla tipografia Saporetti. Era un piccolo teatro di circa 200 posti, che serviva per spettacoli teatrali di attori e marionette, per concerti, accademie e tombole. Resosi troppo angusto, fu edificato un nuovo teatro nel Baluardo est della città, ma prese fuoco nel febbraio del 1851 con la conseguente distruzione delle strutture lignee, degli arredi e delle scene. Questo teatro, resosi inagibile, rimase chiuso per diversi anni. 
Nel 1858 dopo varie controversie, il Consiglio Comunale decise di porre mano alla ricostruzione del teatro nel Baluardo Ovest detto "dei Carabinieri". Il progetto definitivo venne redatto dall'architetto perugino Tommaso Stamigni. Purtroppo i fatti relativi alla seconda guerra d'indipendenza italiana ritardarono la realizzazione del teatro, i cui lavori iniziarono nel 1860 come attesta una lapide posta sulla facciata. Fu inaugurato la sera del giorno di Natale del 1862 con lo spettacolo La famiglia del beone di autore anonimo, messo in scena dalla "Compagnia Drammatica Internari".
Diressero i lavori i capimastri Zanuccoli e Zacchi, lo scultore Ulisse Bonelli "realizzò le decorazioni architettoniche: nei palchi le colonnette scanalate con capitelli ionici ai lati nel foyer della cava e nell'atrio gli stucchi in gesso e scagliola." Il pittore Giovanni Canepa di Lugano fece le decorazioni pittoriche del teatro, delle scene, delle quinte e del sipario. Andrea Sangiorgi, lampista di Faenza, "curò tutti i corpi illuminati ad olio e candela". Teodoro Gardella, macchinista del teatro Dante Alighieri di Ravenna, costruì gli argani e i meccanismi per i movimenti delle scene, della 'lumiera' e delle macchine dei rumori.
Vari ed importanti sono stati i restauri al teatro: nel 1875 dopo il terremoto, nel 1894 quando il sistema di illuminazioni passò dalle candele a petrolio, e nel 1904 ad acetilene e nel 1922 al sistema elettrico.
Nel 1923 fu costruito un pavimento basculante in legno per la platea che formava un piccolo golfo mistico. Il teatro prima dei più recenti restauri poteva contenere circa 350 posti, e ospitò "rappresentazioni di opere, veglioni di ballo, comizi e convegni e fu adibito a cinematografo negli anni della guerra. Divenuto inagibile nel 1951, in seguito divenne magazzino per la distribuzione di generi di prima necessità per gli alluvionati del Polesine ospitati nelle Colonie Marittime. Nel 1983 il teatro fu dichiarato di nuovo inagibile. 
Dopo vari restauri iniziati nel 1985 e terminati nel 1991 dall'architetto Giorgio Salmaso e dal 1991 al 1994 dall'Ingegnere Roberto Buonafede, responsabile dell'Ufficio Tecnico del Comune, il teatro è tornato ai suoi antichi splendori. In particolare, l'ultimo restauro ha interessato il coperto che è stato revisionato e consolidato. Sono stati creati dei servizi, scavando nella zona del sottopalco e creando un ambiente in cemento armato sopra il quale è stato ricostruito il palcoscenico in ferro e legno. Per adeguamenti sismici, sono state consolidate alcune parti dell'edificio ed eliminate molte barriere architettoniche. Tutta l'impiantistica è stata rinnovata a norma di legge. Le vecchie finiture sono state sostituite: ad esempio per le pavimentazioni è stato scelto il battuto alla veneziana o il marmo o la moquette a seconda della destinazione d'uso. Nel loggione è stata creata una gradinata in ferro a due livelli con sedute imbottite e rivestite in velluto come le poltrone della platea. Il bar, il guardaroba e la biglietteria sono arredati con elementi in legno laccato con specchiature in rilievo. Per la parte tecnica il teatro è stato dotato di attrezzatura di scena con un ponte luci, dimmer, e relativi proiettori. Il soffitto della platea che risultava aver ceduto in più parti, presentava fessurazioni e distacchi. Gli arcarecci di sostegno sono stati agganciati alla struttura del tetto con refoli di acciaio con tenditori che hanno lentamente riportato la volta all'altezza originaria. Un restauro integrativo delle parti pittoriche, cadute o rovinate, è stato eseguito dal pittore Petrucci Enzo di Urbino, nelle parti decorate su supporto ligneo o murario. Non è stato possibile riutilizzare il vecchio sipario decorativo, che sarà comunque oggetto di intervento separato, perché costruito con materiale non conforme alle norme antincendio. Oggi la capienza massima consentita è di 230 posti. Una mostra fotografica dei lavori di restauro eseguiti, allestita nel foyer, ne ha documentato la complessità. 
La riapertura del teatro è avvenuta il 28 maggio 1994 con un recital di Fiorella Mannoia dedicato alla città di Cervia. Il teatro è sotto la direzione dal Servizio Cultura del Comune di Cervia e fa parte del 'sistema dei piccoli e medi teatri della Romagna' (Longiano, Cesenatico, Bagnacavallo) affidati in gestione alla cooperativa "Accademia Perduta - Romagna Teatri", che presenta programmi di prosa, musica, comici, dialettali e per ragazzi. La stampa ha salutato con favore l'apertura del teatro sottolineando tuttavia la lentezza dei restauri durati nove anni. Gli amministratori comunali hanno segnalato la difficoltà di conciliare le nuove normative di sicurezza alle esigenze storico artistiche, e le difficoltà nel recupero della volta per la quale sono state applicate particolari tecnologie. Nel ridotto si conserva una ceramica, opera di un autore contemporaneo. 

## Architettura

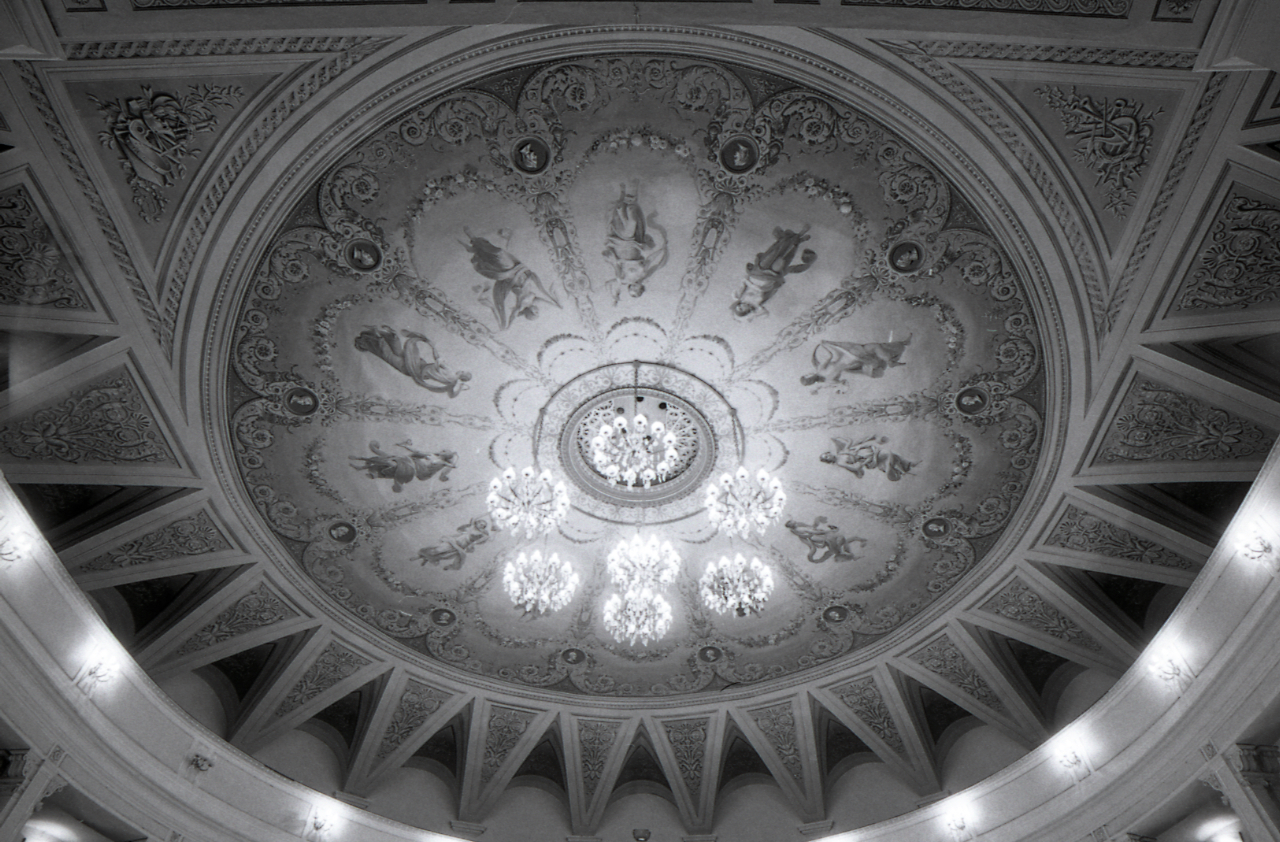
Il soffitto del teatro fotografato da Paolo Monti nel 1973

La facciata del teatro, alta e stretta, rialzata dal livello stradale da alcuni gradini, non è in asse con la struttura teatrale: infatti, la porta d'ingresso si apre su un lato dell'edificio. Sopra di questa vi è un finestrone a lunetta ribassata che dà luce al ridotto del primo piano.
Alla sala del teatro si accede da un complesso di ambienti, che comprende l'ingresso, la biglietteria ed un ampio atrio delimitato da quattro colonne in marmo, da cui si partono due scale laterali di accesso ai palchi. La sala è a ferro di cavallo con due ordini di palchi (in tutto ventotto), con un loggione a cui si accede con una scala indipendente. I palchi sono suddivisi da pilastri con capitelli ionici mentre la balconata è continua. 
La volta del soffitto poggia sulle pareti del loggione "tramite un elegante sistema di archi acuti e reca al centro una bocca circolare che veniva aperta e chiusa da un rosone in legno con trafori dorati che serviva per il movimento del lampadario [...]". La decorazione pittorica del soffitto - più volte restaurata dalla ditta Galossi di Ravenna e dal maestro Aldo Scione nel corso della metà del Novecento - conserva ancora l'impronta datale dal pittore Canepa: "un grande cerchio di motivi floreali all'interno della corona di archi a sesto acuto, suddiviso in dodici settori al centro dei quali danzano svolazzanti ninfe[...]. Alla base, tra una ninfa e l'altra, sono dipinti dodici medaglioni con profili di personaggi famosi nelle lettere e nelle arti". 
Il pregevole sipario, opera del medesimo artista, raffigura la barca di Apollo il Musagete che approda al porto di Cervia trasportando le nove Muse tra cui Talia in piedi accanto al dio. Sullo sfondo il profilo della città e della torre è sovrastato sulla sinistra dalla rappresentazione di una figura femminile, riccamente vestita con la corona turrita sul capo, affiancata da ancelle simbolo della Forza e della Temperanza, in questa figura è da ravvisarsi l'apoteosi dell'Italia Unita, tema molto vivo nel periodo in cui il sipario fu dipinto. Sulla sinistra un barcone con personaggi, certamente i maggiorenni del paese, mentre un burchiello carico di sale si avvicina. La barca del sale voleva ricordare il sito particolare in cui il teatro sorge, "eretto dentro il perimetro delle case dei salinari, quasi una piccola fortezza di edifici allineati. Da fuori niente lo tradisce, sembra una casa come le altre. Un piccolo ingresso discreto accanto alla casetta dove la scrittrice Grazia Deledda visse per quasi 14 anni. Ma dentro una sorpresa: un teatro gioiello [...]". Il sipario è stato restaurato nel 1997, in occasione del 300º anniversariodella fondazione di Cervia Nuova. 
I camerini per gli attori sono posti su un lato del grande palcoscenico.